# 国鉄タ300形貨車
国鉄タ300形貨車（こくてつタ300がたかしゃ）は、かつて日本国有鉄道（国鉄）に在籍した私有貨車（タンク車）である。

## 概要
本形式は、1959年（昭和34年）6月3日から1960年（昭和35年）9月28日にかけて5ロット8両（タ300 - タ307）が汽車製造の1社のみで製作された液化エチレン専用の約6.2t積マルチボンベ方式貨車である。
所有者は、日本曹達の1社のみであり、その常備駅は信越本線の二本木駅であった。二本木駅 - 浜川崎駅間を主な運行区間とした
外観からは有蓋車にしか見えないが、室内に継目無しのボンベ84本を10段積み（下段より1段 - 8段 9本、9段 7本、10段 5本）にして搭載した。
当時この種の多数のボンベを積載した鉄道車両はアメリカ海軍向けのヘリウムタンク車が有るのみで日本では唯一であった。
ボンベは締め付けリングと台枠に設置されたシリンダ受けで固定されており耐えられる加速度が3gまでと低い為、「連結注意」の文字が標記された。タンクの上部には冬季の荷下ろし時にエチレンの気化を促進する為に、温水散布装置を設けている。
積荷の際にはボンベを車載したまま充填し、最高充填圧力は135kg/cm2と高圧であった。各々のボンベ寸法にはわずかな違いがあったものと思われ、積載荷重は車両によってまちまちであった（6.16t - 6.25t）。通常貨車の積載荷重には小数点以下は記入しないが、本形式は特例として小数点以下2桁まで標記された。高圧ボンベを84本も搭載したため自重は41.4t - 43.7tとなり、積載荷重に対して積載効率の悪い形式であった。運賃的にも積車時は積載荷重、空車時（返回送）の場合自重の半分という規定のため運賃の特例（積載荷重25t として計算する）が生じた。この自重のため「タ車」（荷重13t以下のタンク車）では少数派のボギー式台車であるベッテンドルフ式のTR41Cを使用した。
車体塗色はねずみ色で、全長は10,000mm、全幅は2,703.2mm、全高は3,746.6mm、台車中心間距離は5,900mm、換算両数は積車5.0、空車4.5 であった。
1964年（昭和39年）から1965年（昭和40年）にかけて7両（タ300 - タ305、タ307）の専用種別変更（カセイソーダ）が行われ、形式はタキ2600形へ編入された。
最後まで在籍した1両（タ306）が1972年（昭和47年）3月17日に廃車になり、同時に形式消滅となった。

### 年度別製造数
各年度による製造会社と両数、所有者は次のとおりである。
- 昭和34年度 - 7両
  - 汽車製造 1両 日本曹達（タ300）
  - 汽車製造 3両 日本曹達（タ301 - タ303）
  - 汽車製造 2両 日本曹達（タ304 - タ305）
  - 汽車製造 1両 日本曹達（タ306）
- 昭和35年度 - 1両
  - 汽車製造 1両 日本曹達（タ307）